# Lištica
Die Lištica [ˈliʃtit͡sa] ist ein Fluss in der Herzegowina, im Südwesten des Staates Bosnien und Herzegowina und der zweitkälteste Fluss in Europa.

## Lauf
Nach dem Austritt aus einer ersten Quelle im Čabulja-Gebirge heißt der Fluss im oberen Lauf Jasenica, nimmt ab dem Zusammenschluss mit einer zweiten eigentlichen Quelle (Flurname: Borak) in Široki Brijeg den Namen Lištica an, um nach dem Verschwinden in einem Sickerloch (kroatisch: ponor) im ehemaligen Sumpfgebiet Mostarsko Blato, unterirdischem Lauf und Wiederauftreten bei Mostar, wiederum den Namen Jasenica anzunehmen und in die Neretva zu münden.
Die Lištica hat den folgenden ursprünglichen natürlichen Lauf:

„Die Listica [sic] entspringt am Čabuljagebirge, wird in der Nähe des Klosters Siroki Brieg durch eine zweite Quelle, die einem Schlunde des Berges Černać entquillt, genährt, fliesst anfangs südlich, dann östlich, durchläuft den Sumpf Mostarski-Blato in einer Länge von 2½ Stunden, und verschwindet unter der Höhenverbindung des Hum und des Nemačko Brdo westlich Mostar. Bei Milković tritt der Fluss in die Ebene von Mostar, nimmt den Namen Jassenica an, fliesst in südöstlicher Richtung und mündet fast 40 Schritt breit unweit Buna in die Narenta. Sie ist bei Siroki Brieg und bei Buna überbrückt. Sie nimmt auf links: die Černastica und den Svatić, rechts: die von Gvozd kommende Ugrovača und den von Vrannić kommenden Brazovać.“

## Wirtschaft

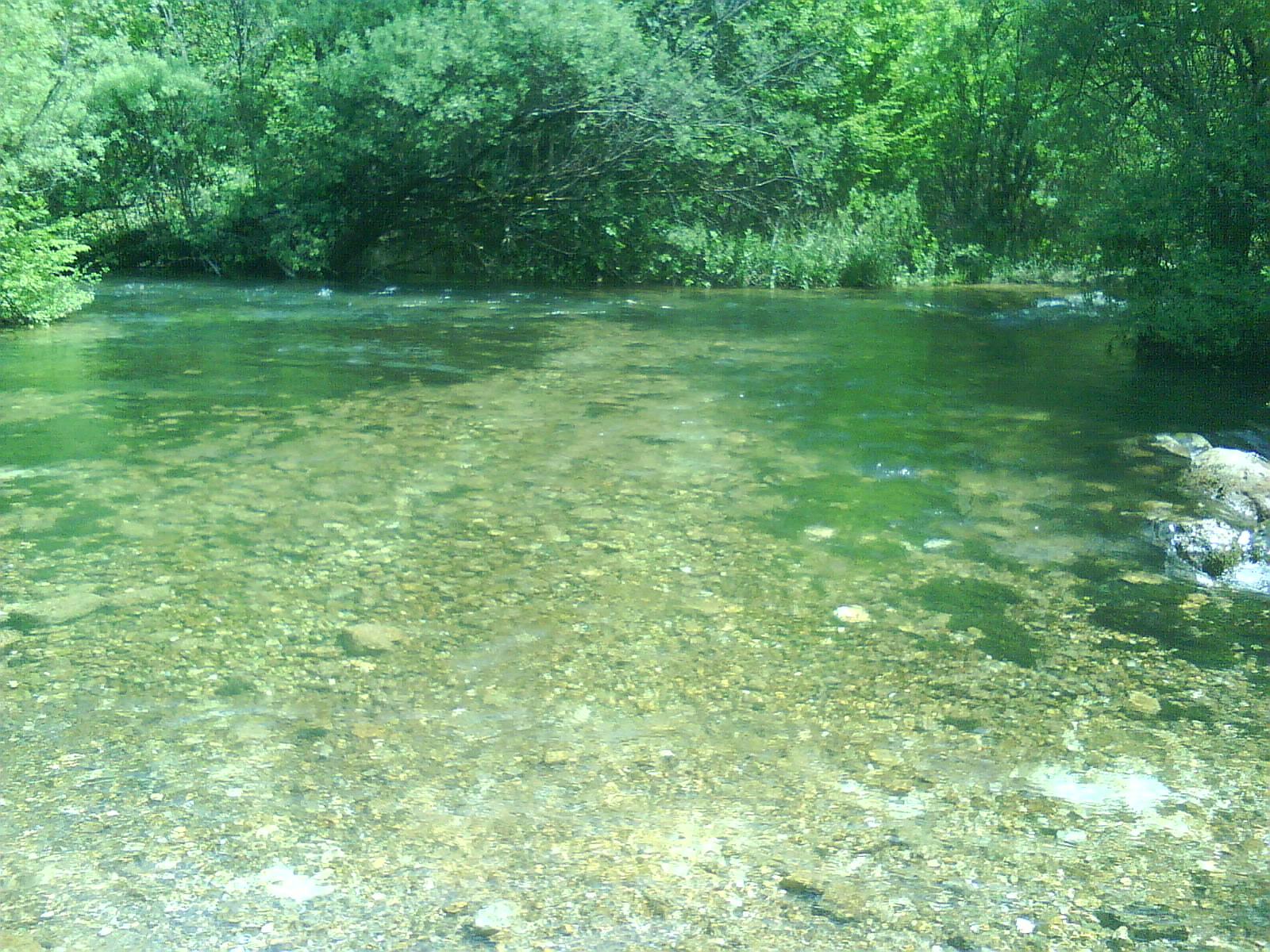
Die Lištica in Široki Brijeg

Im Jahr 1868 errichteten die Franziskaner des Klosters von Široki Brijeg, an der Lištica eine Wassermühle sowie 1934 ein kleines Wasserkraftwerk, das die Stadt erstmals mit Strom versorgte. Im Februar 1945 wurde die Wassermühle einer der Tatorte des Massakers von Široki Brijeg.
Aufgrund des niedrigen Grundwasserspiegels und des fehlenden Ausbaus des Wasserleitungssystems, werden noch heute private Zisternen umliegender Dörfer mit dem Wasser der Lištica versorgt. Dafür wird das Wasser direkt an der Quelle in Tankwagen abgefüllt und zum Abnehmer transportiert, um als Trinkwasser Verwendung zu finden.

## Sonstiges
Die Stadt Široki Brijeg wurde 1953 nach dem Fluss in Lištica umbenannt, damit der Name Široki Brijeg nicht mehr an die zeitweise Niederlage und die hohen Verluste der Tito-Partisanen in den Kämpfen um die Stadt und Region am Ende des Zweiten Weltkriegs und das örtliche Massaker erinnern konnte. Nach dem Ende Jugoslawiens erhielt die Stadt im Jahr 1991 ihren ursprünglichen Namen zurück.